# Bavent
Bavent (bavɑ̃ⓘ) – miejscowość i gmina we Francji, w regionie Normandia, w departamencie Calvados.
Według danych na rok 1990 gminę zamieszkiwało 1606 osób, a gęstość zaludnienia wynosiła 87 osób/km² (wśród 1815 gmin Dolnej Normandii Bavent plasuje się na 135. miejscu pod względem liczby ludności, natomiast pod względem powierzchni na miejscu 144.).